# Ерба
Ерба (італ. Erba) — муніципалітет в Італії, у регіоні Ломбардія, провінція Комо.
Ерба розташована на відстані близько 510 км на північний захід від Рима, 40 км на північ від Мілана, 11 км на схід від Комо.
Населення — 16 512 осіб (2014).
Щорічний фестиваль відбувається 8 вересня. Покровитель — Santa Maria Nascente.

## Демографія
Населення за роками:

Станом на 1 січня 2023 року в муніципалітеті офіційно проживали 1494 іноземці з 79 країн, серед них 312 громадян країн Євросоюзу та 54 громадяни України.

## Уродженці
- Морено Торрічеллі (*1970) — відомий у минулому італійський футболіст, захисник, згодом — футбольний тренер.

## Сусідні муніципалітети
- Альбавілла
- Казліно-д'Ерба
- Кастельмарте
- Еупіліо
- Фаджето-Ларіо
- Лонгоне-аль-Сегрино
- Мероне
- Монгуццо
- Понте-Ламбро
- Прозерпіо